# Maksymilian Meloch
Maksymilian Meloch (ur. 2 sierpnia 1905 w Radomiu, zm. 1941?) – polski historyk, archiwista, pochodzenia żydowskiego.

## Życiorys
Uczeń Wacława Tokarza. W latach 1935–1939 archiwista w Archiwum Miejskim w Warszawie. Badacz dziejów polskiej klasy robotniczej w XIX wieku i początków ruchu robotniczego w Polsce, najważniejsze wyniki swoich studiów opublikował w pracach: Strajk w Warszawie (1935), Ruch strajkowy w Królestwie Polskim w latach 1870–1886 (1937) oraz Z dziejów ruchu robotniczego w połowie w. XIX w Królestwie Polskim (1939), pierwsze źródłowe opracowania tej kwestii, które odegrało istotną rolę w rozwoju późniejszych marksistowskich badań nad dziejami społeczno-gospodarczymi Polski w XIX w. Prace Melocha zebrano w Studiach historycznych (1958).
Współpracownik Polskiego Słownika Biograficznego (biogramy: Henryk Abicht, Marcin Badeni, t. 1, 1935).
Był kilkakrotnie aresztowany za działalność komunistyczną. We wrześniu 1939 wyjechał z Warszawy i został zastępcą dyrektora Archiwum Obwodowego w Białymstoku. W 1941 po napaści Niemiec na ZSRR wyruszył na wschód i tam zaginął bez wieści.
Miał żonę Wandę z domu Goldman, filologa klasycznego, która została zabrana przez Niemców w pierwszych dniach po ich wkroczeniu do Białegostoku, oraz córkę Katarzynę, która przeżyła wojnę w ukryciu i jest działaczką ludzi ocalałych z Holokaustu.